# CONCACAF Champions' Cup 1990
La CONCACAF Champions' Cup 1990 è stata la 26ª edizione della massima competizione calcistica per club centronordamericana, la CONCACAF Champions' Cup.

## Nord America

### Primo turno
| Squadra 1              | Totale | Squadra 2         | Andata | Ritorno |
| ---------------------- | ------ | ----------------- | ------ | ------- |
| St. Petersburg Kickers | 2 - 1  | NY Greek-American | 2 - 0  | 0 - 1   |

### Secondo turno
| Squadra 1              | Risultato | Squadra 2 |
| ---------------------- | --------- | --------- |
| St. Petersburg Kickers | 0 - 1     | América   |

## Centro America

### Primo turno
| Squadra 1               | Totale | Squadra 2        | Andata  | Ritorno |
| ----------------------- | ------ | ---------------- | ------- | ------- |
| Deportivo Suchitepéquez | 3 - 1  | San Joaquin F.C. | 2 - 1   | 1 - 0   |
| Municipal               | 5 - 0  | Duurly's         | 2 - 0   | 3 - 0   |
| Luis Ángel Firpo        | 4 - 1  | Tauro            | 1 - 1   | 3 - 0   |
| Deportivo La Previsora  | 1 - 12 | Alianza          | 1 - 10  | 0 - 2   |
| Real España             | 7 - 1  | Diriangén        | 5 - 1   | 2 - 0   |
| Juventus                | 0 - 4* | Olimpia          | {{{6}}} | {{{7}}} |

- Entrambe le partite vinte 2-0 tav. dall'Olimpia per forfait della Juventus

### Secondo turno
| Squadra 1   | Totale | Squadra 2               | Andata | Ritorno |
| ----------- | ------ | ----------------------- | ------ | ------- |
| Alianza     | 0 - 1  | Luis Ángel Firpo        | 0 - 0  | 0 - 1   |
| Real España | 3 - 1  | Municipal               | 2 - 1  | 1 - 0   |
| Olimpia     | 4 - 2  | Deportivo Suchitepéquez | 2 - 2  | 2 - 0   |

### Terzo turno
| Squadra                            | G | V | N | P | GF | GS | DR | Pti |
| ---------------------------------- | - | - | - | - | -- | -- | -- | --- |
| 1. C.D. Olimpia                    | 4 | 2 | 1 | 1 | 4  | 5  | -1 | 5   |
| 2. Club Deportivo Luis Ángel Firpo | 4 | 1 | 2 | 1 | 5  | 3  | +2 | 4   |
| 3. Real C.D. España                | 4 | 1 | 1 | 2 | 5  | 6  | -1 | 3   |

| Squadra 1                       | Risultato | Squadra 2                       |
| ------------------------------- | --------- | ------------------------------- |
| Club Deportivo Luis Ángel Firpo | 3 - 0     | Real C.D. España                |
| Real C.D. España                | 1 - 1     | Club Deportivo Luis Ángel Firpo |
| C.D. Olimpia                    | 1 - 1     | Club Deportivo Luis Ángel Firpo |
| Club Deportivo Luis Ángel Firpo | 1 - 0     | C.D. Olimpia                    |
| Real C.D. España                | 4 - 1     | C.D. Olimpia                    |
| C.D. Olimpia                    | 1 - 1     | Real C.D. España                |

## Caraibi

### Preliminari
| Squadra 1 | Totale | Squadra 2                  | Andata | Ritorno |
| --------- | ------ | -------------------------- | ------ | ------- |
| Zénith    | 3 - 1  | La Gauloise de Basse-Terre | 1 - 1  | 2 - 0   |

### Primo turno
| Squadra 1        | Totale | Squadra 2         | Andata | Ritorno |
| ---------------- | ------ | ----------------- | ------ | ------- |
| FC Pinar del Río | 4 - 1  | Deportivo Central | 3 - 1  | 1 - 0   |
| Seba United      | 0 - 3  | FICA              | 0 - 2  | 0 - 1   |
| UNDEBA           | 2 - 3  | RKVFC Sithoc      | 2 - 1  | 0 - 2   |
| Excelsior        | w/o*   | RC Rivière-Pilote |        | {{{7}}} |
| SV Robinhood     | 1 - 2  | SV Transvaal      | 0 - 0  | 1 - 2   |
| Paradise SC      | 3 - 1  | Zénith            | 2 - 0  | 1 - 1   |

- Apparentemente RC Rivière-Pilote ritirato.*

### Secondo turno
| Squadra 1    | Totale | Squadra 2        | Andata | Ritorno |
| ------------ | ------ | ---------------- | ------ | ------- |
| FICA         | 0 - 2  | FC Pinar del Río | 1 - 1  | 0 - 3   |
| Paradise SC  | 0 - 2  | SV Transvaal     | 0 - 2  | {{{7}}} |
| RKVFC Sithoc | 1 - 6  | Excelsior        | 0 - 4  | 1 - 2   |

- Risultati dei turni successivi ignoti
Pinar del Río avanza alle Semifinali CONCACAF.

 FC Pinar del Río - (Qualificato)
 SV Transvaal - (Eliminato)
 Excelsior - (Eliminato)

## CONCACAF Final Series

### Semifinali
Andata: Nov.12,1990 at San Jose (California) - (USA)
2nd Leg: Nov.14,1990 at Santa Ana, California - (USA)
| Squadra 1        | Totale | Squadra 2    | Andata  | Ritorno |
| ---------------- | ------ | ------------ | ------- | ------- |
| Club América     | 4 - 2  | C.D. Olimpia | 3 - 0   | 1 - 2   |
| FC Pinar del Río | bye    | {{{4}}}      | {{{6}}} | {{{7}}} |

### Finale
| Arbitro: | Ramesh Ramdhan |

|                          |           |                        |
| Alonso 20’ Hernández 43’ | Marcatori | 25’ Huerta 31’ Toninho |

| Arbitro: | Majid Jay |

|                                                         |           |  |
| Toninho 3’, 9’, 84’ Zague 68’, 80’ Hernández 85’ (aut.) | Marcatori |  |

## Campione
| CONCACAF Champions' Cup 1990 Campioni |
| ------------------------------------- |
| Messico (bandiera)                    |
| Club América Terzo Titolo             |